# Professionella pjasalappar
Professionella pjasalappar är debutalbumet av den finlandssvenska gruppen Kaj. Albumet släpptes 2012.
Skivan samlar det som definierade Kaj i början av karriären. Från den första låten ”Fisken Gunnar” till publikfavoriterna ”Karalåtin och ”Tango taas”.

## Låtlista
1. Karalåtin
2. Tango taas
3. Dra na gambält över de
4. Bärgandis begaistra
5. Sämsta låtin
6. Fisken Gunnar
7. Vägg i vägg
8. Släktkalas
9. Lågstadiedisco
10. Pablos frestelse